# Breitenau am Hochlantsch
Breitenau am Hochlantsch é um município da Áustria, situado no distrito de Bruck-Mürzzuschlag, no estado da Estíria. Tem 62,4 km² de área e sua população em 2019 foi estimada em 1.680 habitantes.